# 奚南薰
奚南薰（1915年—1976年），號墨孫、墨蓀、玄孫、蜀玄翁，1974年罹肺癌後改名南勛，江蘇武進人，中國書法家、醫生。
奚南薰兼善醫學及書法，民國41年（1952年）榮登中醫特考榜首，隔年於台北開業。曾任衛生署中醫委員會主任委員、台北市中醫公會理事長、中國醫藥學院教授等職。書法方面兼善篆、隸、行、楷，篆隸尤精、懸腕書，所著《奚南薰篆書集》更曾獲教育部文藝獎。